# 고마쓰시
고마쓰시(일본어: 小松市)는 일본 이시카와현 남부에 있으며 동해와 접한 시이다. 호쿠리쿠 제일의 공업 지대로 알려져 있지만 자연과 문화도 풍부하다.
인구 면에서는 가나자와시, 하쿠산시 다음으로 이시카와현에서 3번째로 큰 도시이며 고마쓰 공항과 항공자위대 고마쓰 기지, 호시료칸 등이 있다.

## 인구
| 연도 | 인구    | ±%    |
| ---- | ------- | ----- |
| 1970 | 95,684  | —     |
| 1980 | 104,329 | +9.0% |
| 1990 | 106,075 | +1.7% |
| 2000 | 108,662 | +2.4% |
| 2010 | 108,433 | −0.2% |
| 2020 | 106,216 | −2.0% |

## 지리
서쪽은 바다, 동쪽은 산으로 둘러싸여 있고 산이 있는 동쪽에서 서쪽으로 강이 흐르고 있다. 서쪽으로 평야부, 동쪽으로 산지가 퍼져 있다. 평야부와 산지의 면적은 넓지만 해안선은 짧다. 주된 시가지는 시내를 남북으로 가로지르는 JR 호쿠리쿠 본선, 국도 8호선 주변의 평야부에 있다. 평야부에는 주택지가 집중하고 있지만 그 이상으로 논밭이 많아 쌀 산지가 되고 있다. 산지는 너도밤나무 등 삼림에 덮여 있어 풍부한 자연이 남아 있다.

### 기후
여름철은 날씨가 좋은 날이 계속되고 기온은 태평양 연안과 그다지 다르지 않다. 습도가 매우 높고 남풍이 불면 호쿠리쿠에 많은 푄 현상이 일어나기 때문에 매우 더워지기도 한다.
이시카와현은 동해측 기후에 들어가 고마쓰시도 겨울철은 눈 오는 날이 많다. 산기슭에는 눈이 많이 와서 스키장도 있다. 그러나 따뜻한 쓰시마 해류 때문에 바다와 가까운 평야부에는 그만큼 눈은 쌓이지 않는다. 가을부터 겨울 초에 걸쳐 시우(時雨, 오다 말다 하는 비)가 내리는 날이 많아진다. 맑은 날씨와 폭풍우가 교대로 오는 동해 연안의 독특한 날씨이다. 연 강수량은 일본에서도 최고 수준이다.
| 고마쓰시의 기후                                              | 고마쓰시의 기후 | 고마쓰시의 기후 | 고마쓰시의 기후 | 고마쓰시의 기후 | 고마쓰시의 기후 | 고마쓰시의 기후 | 고마쓰시의 기후 | 고마쓰시의 기후 | 고마쓰시의 기후 | 고마쓰시의 기후 | 고마쓰시의 기후 | 고마쓰시의 기후 | 고마쓰시의 기후 |
| 월                                                           | 1월             | 2월             | 3월             | 4월             | 5월             | 6월             | 7월             | 8월             | 9월             | 10월            | 11월            | 12월            | 연간            |
| ------------------------------------------------------------ | --------------- | --------------- | --------------- | --------------- | --------------- | --------------- | --------------- | --------------- | --------------- | --------------- | --------------- | --------------- | --------------- |
| 역대 최고 기온 °C (°F)                                       | 19.2 (66.6)     | 21.9 (71.4)     | 25.8 (78.4)     | 30.5 (86.9)     | 34.1 (93.4)     | 35.2 (95.4)     | 37.3 (99.1)     | 40.0 (104.0)    | 37.8 (100.0)    | 33.4 (92.1)     | 27.1 (80.8)     | 24.5 (76.1)     | 40.0 (104.0)    |
| 일평균 최고 기온 °C (°F)                                     | 7.2 (45.0)      | 7.9 (46.2)      | 11.7 (53.1)     | 17.3 (63.1)     | 22.3 (72.1)     | 25.4 (77.7)     | 29.5 (85.1)     | 31.3 (88.3)     | 27.1 (80.8)     | 21.6 (70.9)     | 16.0 (60.8)     | 10.3 (50.5)     | 19.0 (66.1)     |
| 일일 평균 기온 °C (°F)                                       | 3.6 (38.5)      | 3.9 (39.0)      | 6.9 (44.4)      | 12.2 (54.0)     | 17.3 (63.1)     | 21.2 (70.2)     | 25.4 (77.7)     | 26.7 (80.1)     | 22.5 (72.5)     | 16.8 (62.2)     | 11.2 (52.2)     | 6.2 (43.2)      | 14.5 (58.1)     |
| 일평균 최저 기온 °C (°F)                                     | 0.4 (32.7)      | 0.2 (32.4)      | 2.3 (36.1)      | 7.0 (44.6)      | 12.4 (54.3)     | 17.5 (63.5)     | 22.0 (71.6)     | 23.0 (73.4)     | 18.7 (65.7)     | 12.4 (54.3)     | 6.8 (44.2)      | 2.6 (36.7)      | 10.4 (50.8)     |
| 역대 최저 기온 °C (°F)                                       | −9.8 (14.4)     | −8.8 (16.2)     | −5.1 (22.8)     | −1.4 (29.5)     | 3.4 (38.1)      | 9.6 (49.3)      | 15.1 (59.2)     | 15.0 (59.0)     | 8.9 (48.0)      | 2.3 (36.1)      | −0.4 (31.3)     | −5.7 (21.7)     | −9.8 (14.4)     |
| 평균 강수량 mm (인치)                                        | 251.3 (9.89)    | 147.7 (5.81)    | 144.3 (5.68)    | 129.3 (5.09)    | 127.3 (5.01)    | 151.0 (5.94)    | 218.9 (8.62)    | 152.0 (5.98)    | 214.6 (8.45)    | 171.6 (6.76)    | 219.4 (8.64)    | 282.5 (11.12)   | 2,230.2 (87.80) |
| 평균 강수일수 (≥ 1.0 mm)                                     | 23.8            | 18.8            | 15.6            | 12.2            | 11.1            | 10.6            | 12.8            | 9.6             | 12.7            | 12.8            | 17.4            | 22.8            | 180.2           |
| 평균 월간 일조시간                                           | 62.7            | 87.7            | 146.3           | 187.5           | 206.5           | 155.4           | 166.3           | 217.0           | 157.8           | 152.6           | 112.2           | 68.0            | 1,723.2         |
| 출처: 일본 기상청 (평년값: 1991년~2020년, 극값: 1978년~현재) |                 |                 |                 |                 |                 |                 |                 |                 |                 |                 |                 |                 |                 |

### 인접한 자치체
- 이시카와현
  - 하쿠산시
  - 노미시
  - 가가시

- 후쿠이현
  - 가쓰야마시

## 역사
- 1639년 - 가가번 지방 영주 마에다 도시쓰네가 은거지로서 고마쓰성에 살아 성시의 기초를 굳힐 수 있었다.
- 1921년 5월 - 고마쓰 제작소가 설립되었다.
- 1940년 12월 1일 - 고마쓰정, 아타카정, 마키촌, 이타즈촌, 시로에촌, 노시로촌, 미유키촌, 아와즈촌이 합병하여 시로 승격하였다(에누마군에서 분리).
- 1944년 11월 - 고마쓰 비행장이 완공되었다.
- 1952년~1969년 - 가가 3호(加賀三湖)가 간척되었다.
- 1961년 6월 - 항공자위대 고마쓰 기지가 주둔하기 시작하였다.

## 교통

### 공항
- 고마쓰 공항

### 철도
- 서일본 여객철도 호쿠리쿠 본선

### 도로
- 호쿠리쿠 자동차도
- 국도 8호선
- 국도 305호선
- 국도 360호선
- 국도 416호선